# Іманська Українська Окружна Рада
Іманська Українська Окружна Рада — територіальний орган національного самоврядування українського населення на Приморщині в 1918–1922 роках.

## Діяльність Ради
Іманська Українська Окружна Рада була створена в листопадi 1918 року. На 15 квітня 1920 року в Імані було призначено з’їзд  українців Іманської округи для обговорення шляхів покращання економічного та культурного становища українського населення. 
Порядок денний з’їзду включав наступні питання: 
- про  заснування в селах кооперативних громад та про постачання селянам сільськогосподарського реманенту та зерна,
- про події в Україні та переселення,
- про негайне  заснування  українських  шкіл,
- про  заснування  Українського  Народнього  Дому  Просвіти та кооперації імені  Т.Г.  Шевченка, а  також вибори представників від селянства  до Іманської Окружної Ради і вибори делегатів на П'ятий Український Далекосхідній з’їзд та Перший Український Далекосхідній кооперативний з’їзд.

## Структура Ради
Іманська Українська Окружна Рада діяла на території Іманського повіту Приморської області. Об’єднувала:
- Іманську Українську Громаду;
- Громаду в селі Ольгинське;
- Громаду в селі Феодосіївка;
- Громаду в селі Новопокровка;
- Громаду в селі Благовіщенка;
- Громаду в селі Зеньківка;
- Громаду в селі Авдіївка;
- Громаду в селі Гончаровка;
- Громаду в селі Дроздовка;
- Громаду в селі Виноградівка;
- Громаду в селі Спаське;
- Громаду в селі Уссурійське;
- Громаду в на станції Муравйова-Амурського.

## Склад Ради
На кінець 1920 року в Раду входили: 
- Зюзько (голова Ради);
- Т. Дяченко (заступник голови);
- Загоровський (писар);
- К. Брага (член Ради);
- П. Поліщук (член Ради);
- О. Радкевич (член Ради).

Рада була ліквідована радянською владою в 1922 році, а її члени заарештовані.